# 한국뮤지컬대상
《한국 뮤지컬 대상 (Korea Musical Awards)》은 스포츠조선에서 주최하는 대한민국의 뮤지컬 시상식으로 1995년 1회부터 2013년 19회까지 열렸다. 매년 10월 말에 열렸으며 전년도 10월부터 금년 9월까지 공연된 뮤지컬 작품과 그 작품에 출연한 배우를 대상으로 시상했다.
2014년 제20회 한국 뮤지컬 대상 시상식은 주최측의 사정으로 개최하지 못했다. 이후, 이 시상식은 예산 부족의 이유로 영구 폐지되었다.

## 역대 최우수작품상 수상작
| 회수 | 연도   | 작품                 |            |
| ---- | ------ | -------------------- | ---------- |
| 1회  | 1995년 | 스타가 될 거야       |            |
| 2회  | 1996년 | 명성황후             |            |
| 3회  | 1997년 | 겨울 나그네          |            |
| 4회  | 1998년 | 한네                 |            |
| 5회  | 1999년 | 애니깽               |            |
| 6회  | 2000년 | 태풍                 |            |
| 7회  | 2001년 | 수상작 없음          |            |
| 8회  | 2002년 | 더 플레이            |            |
| 9회  | 2003년 | 로미오와 줄리엣      |            |
| 10회 | 2004년 | 마리아 마리아        |            |
| 11회 | 2005년 | 아이 러브 유         |            |
| 12회 | 2006년 | 오! 당신이 잠든 사이 |            |
| 13회 | 2007년 | 댄싱 섀도우          |            |
| 14회 | 2008년 | 내 마음의 풍금       |            |
| 15회 | 2009년 | 대장금               |            |
| 16회 | 2010년 | 영웅                 |            |
| 17회 | 2011년 | 셜록홈즈             |            |
| 회차 | 연도   |                      |            |
| 회차 | 연도   | 창작                 | 라이센스   |
| 18회 | 2012년 | 왕세자실종사건       | 라카지     |
| 19회 | 2013년 | 그날들               | 레미제라블 |

## 역대 각 부문별 수상자

### 1995년 제1회
| - 최우수 작품상 : 스타가 될거야(뮤지컬프러덕션 에이콤) - 연출상 : 이종훈 (극단 맥토 <번데기>) - 연기상(남자) : 박철호 (서울예술단 <징게맹게 너른들) - 연기상(여자) : 나현희 (뮤지컬프로덕션 에이콤 <스타가 될거야>) - 극본상 : 오은희 (극단맥토 <번데기>) - 작곡상 : 김형석 프로덕션 에이콤<스타가 될거야> - 안무상 : 서병구 프로덕션 에이콤<스타가 될거야> - 무대미술상 : 박동우 프로덕션 에이콤<스타가 될거야> - 기술상 : 손진숙 (극단맥토 <번데기>) - 특별상 : 최창권, 윤복희, 김성원 - 남자신인연기상 : 주원성 (신시뮤지컬컴퍼니 <그리스 록큰롤>) - 여자신인연기상 : 최정원 (극단 신화 <마지막 춤은 나와 함께>) - 인기스타상 : 남경주, 하희라 (극단 신화 <마지막 춤은 나와 함께>) |

### 1996년 제2회
| - 최우수 작품상 : 명성황후 (뮤지컬프로덕션 에이콤) - 연출상 : 윤호진 (뮤지컬프러덕션 <명성황후>) - 남우주연상 : 남경읍 (서울뮤지컬컴퍼니 <사랑은 비를 타고>) - 여우주연상 : 김성녀 (신시뮤지컬컴퍼니 <7인의 신부>) - 남우조연상 : 김민수 (뮤지컬프러덕션 에이콤 <명성황후>) - 여우조연상 : 최정원 (서울뮤지컬컴퍼니 <사랑은 비를 타고>) - 극본상 : 김정숙 (극단 모시는사람들 <블루 사이공>) - 음악상 : 최귀섭 (서울뮤지컬컴퍼니 <사랑은 비를 타고>) - 안무상 : 국수호 (서울창무극단 <광개토대왕>) - 무대미술상 : 박동우 (뮤지컬프러덕션 에이콤 <명성황후>) - 기술상 : 김현숙 (뮤지컬프러덕션 에이콤 <명성황후>) - 남우신인상 : 김법래 (서울예술단 <아틀란티스2045>) - 여우신인상 : 김정숙 (신시뮤지컬컴퍼니 <7인의 신부>) - 인기스타상 : 윤석화 (뮤지컬프러덕션 에이콤 <명성황후>), 남경주 (서울뮤지컬컴퍼니 <사랑은 비를 타고>) - 특별상 : 최연호 (무대미술가) |

### 1997년 제3회
| - 대상 : 겨울나그네 (뮤지컬프러덕션 에이콤) - 연출상 : 배해일 (서울뮤지컬컴퍼니 <쇼코미디>) - 남우주연상 : 남경주 (환퍼포먼스 <고래사냥>) - 여우주연상 : 윤복희 (극단 유 <빠담빠담빠담>) - 남우조연상 : 송용태 (극단 유 <빠담빠담빠담>) - 여우조연상 : 전수경 (삼성영상사업단 <브로드웨이42번가>) - 음악상 : 최종혁 (서울시립가무단 <어느 곳에도 나의 발자국은 남아있지 않다>) - 안무상 : 안애순 (서울시립가무단 <어느곳에도 나의 발자국은 남아있지 않다>) - 무대미술상 : 박동우 (에이콤 <겨울나그네>) - 기술상 : 김기영 (서울뮤지컬컴퍼니 <쇼코미디> 음향). 김영수 (삼성영상사업단 <브로드웨이42번가> 무대감독) - 남우신인상 : 서창우 (에이콤 <겨울나그네>) - 여우신인상 : 오정해 (서울뮤지컬컴퍼니 <쇼코미디>) - 인기스타상 : 남경주, 김민수, 이정화, 최정원 - 특별상 : 채경호 (에이콤 <겨울나그네>특수장치, <브로드웨이42번가>코러스팀 |

### 1998년 제4회
| - 최우수작품상 : 한네 (서울시립뮤지컬단) - 연출상 : 이종훈 (서울시립뮤지컬단) - 남우주연상 : 유희성 (서울예술단 <심청>. 프로덕션에이콤 <명성황후>) - 여우주연상 : 김원정 이태원 (프로덕션 에이콤 <명성황후>) - 남우조연상 : 곽은태 (서울시립뮤지컬단 <한네>) - 여우조연상 : 이정화 (삼성영상사업단 <브로드웨이42번가>, 서울예술단 <심청>) - 음악상 : 최창권, 최귀섭 (서울예술단 <심청>) - 무대미술상 : 윤정섭 (서울시립뮤지컬단 <한네>) - 기술상 : 이상봉 (서울예술단 <심청> 조명) - 남우신인상 : 류정한 (삼성영상사업단 <웨스트 사이드 스토리>) - 여우신인상 : 이지은 (극단 학전 <지하철1호선>) - 특별상 : 김영환 (<명성황후> 뉴욕공연추진위원장), 환퍼포먼스 <난타>, 오현주(서울창무극단) |

### 1999년 제5회
| - 최우수작품상 : 애니깽 (서울예술단) - 연출상 : 박종선 (서울시립뮤지컬단 <피가로의 결혼>) - 남우주연상 : 송용태 (서울예술단<애니깽>, 서울뮤지컬컴퍼니<남자넌센스>) * 여자주연상 : 전수경 (신시뮤지컬컴퍼니 <라이프>) - 남자조연상 : 이인철 (민광대 <아가씨와 건달들>) - 여자조연상 : 임선애 (서울뮤지컬컴퍼니 <하드록 카페>) - 음악상 : 정치용 (삼성영상사업단 <눈물의 여왕>) - 작사,극본상 : 해당작 없음 - 안무상 : 최청자 (서울시립뮤지컬단 <지붕위의 바이올린>) - 무대미술의상상 : 변창순 (서울예술단 <바리- 잊혀진 자장가>) - 기술상 : 이영주 (극단 갖가지 <드라큘라>기술감독), 구유진 (신시뮤지컬컴퍼니 <라이프>분장) - 앙상블상 : 신시뮤지컬컴퍼니 <라이프>팀 - 남우신인상 : 오재익 (서울뮤지컬컴퍼니 <하드록 카페>) - 여우신인상 : 이혜경 (서울시립뮤지컬단 <피가로의 결혼>) - 특별상 : 김상열 |

### 2000년 제6회
| - 최우수작품상 : 태풍 (서울예술단) - 연출상 : 한진섭 (신시뮤지컬컴퍼니 <겜블러>) - 남우주연상 : 허준호 (신시뮤지컬컴퍼니 <겜블러>) - 여우주연상 : 이정화 (서울예술단 <태풍>) - 남자조연상 : 방정식 (뮤지컬프러덕션 에이콤 <페임>) - 여자조연상 : 고미경 (서울예술단 <태풍>) - 음악상 : 김대성 (서울예술단 <태풍>) - 작가,극본상 : 해당작 없음 - 안무상 : 박일규 (서울예술단 <태풍>) - 무대미술의상상 : 이태섭 (서울뮤지컬컴퍼니 <록햄릿>) - 기술상 : 김유선 (서울예술단 <태풍>분장) - 앙상블상 : 뮤지컬프러덕션 에이콤 <페임>팀 - 남우신인상 : 조정근 (서울예술단 <태풍>) - 여우신인상 : 김선영 (뮤지컬프러덕션 에이콤 <페임>) - 특별상 : 김민기 (극단 학전 대표) / 최주봉 (가교 대표) |

### 2001년 제7회
| - 최우수작품상 : 해당작 없음 - 연출상 : 김철리 (신시뮤지컬컴퍼니 <듀엣>) - 남우주연상 : 김성기 (극단 갖가지 <드라큘라>) - 여우주연상 : 최정원 (신시뮤지컬컴퍼니 <시카고>) - 남우조연상 : 김진태 (신시뮤지컬컴퍼니 <시카고>) - 여우조연상 : 방주란 (극단 학전 <의형제>) - 음악상 : 정민선 (극단 갖가지 <젊은 베르테르의 슬픔>) - 작사,극본상 : 오은희 (서울뮤지컬컴퍼니 <오 해피데이>) - 안무상 : 정은정 (신시뮤지컬컴퍼니 (<시카고> , <렌트>) - 무대미술의상상 : 이수동 (신시뮤지컬컴퍼니 <시카고>,<렌트>,<듀엣>의상, 스타써치21 <올댓재즈>의상 - 기술상 : 민경수 (신시뮤지컬컴퍼니 <시카고>, <로마의 휴일> 조명) - 앙상블상 : 신시뮤지컬컴퍼니 <시카고>팀 - 남우신인상 : 이건명 (신시뮤지컬컴퍼니 <렌트>) - 여우신인상 : 김영주 (신시뮤지컬컴퍼니 <렌트>) - 특별상 : 정우 스님(신시뮤지컬컴퍼니 후원회장) |

### 2002년 제8회
| - 최우수작품상 : 더 플레이 (인터커뮤니티 , 퍼포먼스 바다) - 연출상 : 임영웅 (신시뮤지컬컴퍼니 <키스미 케이트>) - 남우주연상 : 유준상 (인터커뮤니티, 퍼포먼스 바다 <더 플레이>) - 여우주연상 : 전수경 (신시뮤지컬컴퍼니 <키스미 케이트>) - 남우조연상 : 임춘길 (인터커뮤니티, 퍼포먼스 바다 <더 플레이>) - 여우조연상 : 서지영 (인터커뮤니티, 퍼포먼스 바다 <더 플레이>) - 극본상 : 김수경 (인터커뮤니티, 퍼포먼스 바다 <더 플레이>) - 안무상 : 박상규 (극단 대중 <토미>) - 무대미술의상상 : 김준섭 (신시뮤지컬컴퍼니 <틱틱붐> 무대미술) - 기술상 : 손민식 (신시뮤지컬컴퍼니 <카바레>, <틱틱붐> 무대감독) - 앙상블상 : 신시뮤지컬컴퍼니 <카바레>팀 - 남우신인상 : 윤영석 (제미로-RUG <오페라의 유령>) - 여우신인상 : 배해선 (OD뮤지컬컴퍼니 <더 리허설>) - 인기스타상 : 남경주, 주원성, 허준호, 김선경, 이혜경, 최정원 - 베스트외국뮤지컬상 : 제미로-RUG <오페라의 유령> - 특별상 : 박명성 (신시뮤지컬컴퍼니 대표), 윤동하 (중앙무대 대표) |

### 2003년 제9회
| - 최우수작품상 : 로미오와 줄리엣 (서울예술단) - 연출상 : 유희성 (서울예술단 <로미오와 줄리엣>) - 남우주연상 : 김장섭 (오디 뮤지컬컴퍼니 <사랑은 비를 타고>) - 여우주연상 : 서지영 (뮤지컬컴퍼니 대중 <풋루스>) - 남우조연상 : 조승룡 (에이콤인터내셔널 <몽유도원도>) - 여우조연상 : 이경미 (신시뮤지컬컴퍼니 <유린타운>) - 음악상 : 데니악 바르탁 (서울예술단 <로미오와 줄리엣>) - 안무상 : 사라 변 (뮤지컬컴퍼니 대중 <픗루스>) - 무대미술의상상 : 천경순, 하성옥 (서울예술단 <고려의 아침> 무대미술) - 기술상 : 이종일 (서울예술단 <태풍> 기술감독) - 앙상블상 : 뮤지컬컴퍼니 대중 <픗루스>팀 - 남우신인상 : 민영기 (서울예술단 <로미오와 줄리엣>) - 여우신인상 : 조정은 (서울예술단 <로미오와 줄리엣>) - 인기스타상 : 남경주, 이건명, 김선경, 이혜경 - 베스트외국뮤지컬상 : 유린타운 (신시뮤지컬컴퍼니) - 특별상 : 울산광역시 뮤지컬 <처용> 제작 |

### 2004년 제10회
| - 최우수작품상 : 마리아 마리아 - 베스트외국뮤지컬상 : 맘마미아 - 아름다운 뮤지컬상 : (주)에이콤 인터내셔널 - 연출상 : 윤석화 (토요일 밤의 열기) - 기획상 : 박명성 (신시뮤지컬컴퍼니 대표) - 극본상 : 유혜정 (마리아 마리아) - 음악상 : 차경찬 (마리아 마리아) - 안무상 : 서정선 (카르멘) - 기술상 : 김미경 (그리스) - 앙상블상 : 토요일 밤의 열기 - 남우주연상 : 조승우 (지킬 앤 하이드) - 여우주연상 : 강효성 (마리아 마리아) - 남우조연상 : 이석준 (블러스 브라더스) - 여우조연상 : 문희경 (미녀와 야수) - 남자신인상 : 박건형 (토요일 밤의 열기) - 여자신인상 : 소냐 (지킬 앤 하이드) - 남자인기상 : 남경주 (페퍼민트) - 여자인기상 : 김선경 (킹 앤 아이) |

### 2005년 제11회
| - 연출상 : 한진섭 (설앤컴퍼니, CJ엔터테인먼트 <아이러브유>) - 남우주연상 : 오만석 (쇼노트 <헤드윅>) - 여우주연상 : 배해선 (신시뮤지컬컴퍼니, CJ엔터테인먼트 문화방송 <아이다>) - 남우조연상 : 김재만 (오디뮤지컬컴퍼니 <돈키호테>) - 여우조연상 : 정영주 (신시뮤지컬컴퍼니 <뱃보이>) - 음악상 : 박용전 (극단 자세레파토리 <밑바닥에서>) - 작사,극본상 : 추민주 (명랑씨어터 수박 <빨래>) - 안무상 : 이란영 (서울뮤지컬컴퍼니 <하드락카페-Lost In Paradise) - 무대미술의상상 : 서숙진 (설앤컴퍼니, RUC, CJ엔터테인먼트 <지저스크라이스트 수퍼스타> 무대 - 기술상 : 유석용 (신시뮤지컬컴퍼니,CJ엔터테인먼트,문화방송 <아이다>기술감독) - 앙상블상 : 신시뮤지컬컴퍼니, CJ엔터테인먼트, 문화방송 <아이다>팀 - 남우신인상 : 김수용 (신시뮤지컬컴퍼니 <뱃보이>) - 여우신인상 : 옥주현 (신시뮤지컬컴퍼니, CJ엔터테인먼트, 문화방송 <아이다>) - 인기스타상 : 오만석, 이영미 - 베스트외국뮤지컬상 : 설앤컴퍼니, CJ엔터테인먼트 <아이러브유> - 프로듀서상 : 김용현 (서울뮤지컬컴퍼니 대표) |

### 2006년 제12회
| - 최우수작품상 : 오! 당신이 잠든 사이 (극단 연우무대) - 연출상 : 이윤택 (경기도 문화의전당 <화성에서 꿈꾸다) - 남우주연상 : 송용태 (설앤컴퍼니, CJ엔터테인먼트 <프로듀서스>) - 여우주연상 : 오나라 (CJ엔터테인먼트, 뮤지컬해븐프로덕션 <김종욱찾기>) - 남우조연상 : 이희정 (설앤컴퍼니,CJ엔터테인먼트 <프로듀서스>) - 여우조연상 : 김선경 (설앤컴퍼니,CJ엔터테인먼트 <프로듀서스>) - 음악상 : 강상구 (경기도 문화의 전당 <화성에서 꿈꾸다>) - 극본상 : 장유정 (극단 연우무대 <오! 당신이 잠든 사이>) - 안무상 : 안애순 (서울예술단 <바람의 나라>) - 무대미술상 : 황연희 (코코즘 <불의 검> 의상) - 기술상 : 구윤영 (서울예술단 <바람의 나라> 조명) - 앙상블상 : <미스 사이공>팀 (KCMI, 조선일보사, DAUM) - 남우신인상 : 김다현 (시네라인-투 <폴인 러브>) - 여우신인상 : 윤공주 (다인컬쳐, 바다뮤지컬컴퍼니 <드라큘라>) - 인기스타상 : 오만석, 김소현 - 베스트외국뮤지컬상 : 미스 사이공 (KCMI, 조선일보사, DAUM) - 프로듀서상 : 설도윤 (모티스 공연사업 총괄이사, 설앤컴퍼니 대표이사) |

### 2007년 제13회
| - 최우수작품상 : 댄싱 섀도우 (신시뮤지컬컴퍼니) - 연출상 : 김달중 (충무아트홀, 쇼노트, CJ엔터테인먼트 <스핏파이어 그릴>) - 남우주연상 : 류정한 (뮤지컬해븐 <쓰릴 미>) - 여우주연상 : 김선영 (설앤컴퍼니, RUG, CJ엔터테인먼트 <에비타>) - 남우조연상 : 성기윤 (신시뮤지컬컴퍼니 <댄싱 섀도우>) - 여우조연상 : 이혜경 (충무아트홀, 쇼노트, CJ엔터테인먼트 <스핏파이어 그릴>) - 작곡상 : 장소영 (악어컴퍼니, 오디뮤지컬컴퍼니, CJK엔터테인먼트 <싱글즈>) - 음악상 : 박칼린 (신시뮤지컬컴퍼니 <댄싱 섀도우>) - 극본상 : 박용전 (오픈런뮤지컬컴퍼니 <오디션>) - 안무상 : 크리스 베일리 (신시뮤지컬컴퍼니 <댄싱 섀도우>) - 무대미술상 : 박성민 (악어컴퍼니,오디뮤지컬컴퍼니,CJ엔터테인먼트 <싱글즈>) - 기술상 : 권도경 (세종문화회관 서울시뮤지컬단 <애니> 음향) - 앙상블상 : 신시뮤지컬컴퍼니 <댄싱 섀도우> - 남우신인상 : 김도현 (악어컴퍼니, 오디뮤지컬컴퍼니, CJ엔터테인먼트 <싱글즈>) - 여우신인상 : 이민아 (장강 <헤어화) - 인기스타상 : 오만석, 조승우, 오나라, 윤공주 - 베스트외국뮤지컬상 : 세종문화회관 서울시뮤지컬단 <애니> - 프로듀서상 : 송승환 (피엠씨프러덕션 대표이사) |

### 2008년 제14회
| - 최우수작품상 : 내 마음의 풍금 (쇼틱커뮤니케이션즈 <내 마음의 풍금>) - 연출상 : 조광화 (쇼틱커뮤니케이션즈 <내 마음의 풍금>) - 남우주연상 : 김법래 (NDPK <노트르담 드 파리>) - 여우주연상 : 김소현 (프라이프로, 오디뮤지컬컴퍼니 <마이 페어 레이디>) - 남우조연상 : 서범석 (NDPK <노트르담 드 파리>) - 여우조연상 : 박준면 (뮤지컬헤븐, CJ엔터테인먼트 <씨왓아이워너씨>) - 작곡상 : 김문정, 최주영 (쇼틱커뮤니케이션즈 <내 마음의 풍금>) - 음악상 : 이나영 (뮤지컬헤븐, CJ엔터테인먼트 <씨왓아이워너씨>) - 극본상 : 이희준 (쇼틱커뮤니케이션즈 <내 마음의 풍금>) - 안무상 : 데이비드 스완 (트라이프로, 오디뮤지컬컴퍼니 <마이페어 레이디>) - 무대미술상 : 정승호 (쇼틱커뮤니케이션즈 <내 마음의 풍금>) - 기술상 : 백시원 (뮤지컬헤븐 <스위니 토드> 조명) - 앙상블상 : 노트르담 드 파리 (NDPK) - 남우신인상 : 조정석 (쇼틱커뮤니케이션즈 <내 마음의 풍금>) - 여우신인상 : 바다 (NDPK <노트르담 드 파리>) - 인기스타상 : 윤형렬, 바다 - 베스트외국뮤지컬상 : 헤어스프레이(신시뮤지컬컴퍼니, 충무아트홀, SBS) - 프로듀서상 : 윤호진 (에이콤 인터내셔널 대표) |

### 2009년 제15회
| - 최우수작품상 : 대장금 (MBC, PMC프러덕션) - 연출상 : 이지나 (MBC, PMC프러덕션 <대장금>) - 남우주연상 : 김무열 (뮤지컬해븐,CJ엔터테인먼트 <스프링어웨이크닝>) - 여우주연상 : 홍지민 (오디뮤지컬컴퍼니,CJ엔터테인먼트,샤롯데씨어터 <드림걸즈>) - 남우조연상 : 조정석 (뮤지컬해븐, CJ엔터테인먼트 <스프링어웨이크닝>) - 여우조연상 : 김경선 (신시뮤지컬컴퍼니, 인터파크INT, 세종문화회관 <자나, 돈트>) - 작곡상 : 이지수 (쇼팩 < 기발한 자살여행>) - 음악상 : 원미솔 (오디뮤지컬컴퍼니, 극단i-company, CJ엔터테인먼트 <드림걸즈>) - 극본상 : 박인선 (악어컴퍼니, 극단i-company, CJ엔터테인먼트 <스페셜레터>) - 안무상 : 최인숙 (에스국엔터테인먼트 <로미오 앤 줄리엣>) - 무대미술상 : 로빈 와그너 (오디뮤지컬컴퍼니, CJ엔터테인먼트,샤롯데씨어터 <드림걸즈> 무대) - 기술상 : 노병우 (오디뮤지컬컴퍼니, CJ엔터테인먼트,샤롯데씨어터 <드림걸즈> 무대감독) - 앙상블상 : 스프링어웨이크닝 (뮤지컬해븐, CJ엔터테인먼트) - 남우신인상 : 박동하 (CJ엔터테인먼트, 설앤컴퍼니 <브로드웨이 42번가>) - 여우신인상 : 임혜영 (CJ엔터테인먼트, 설앤컴퍼니 <브로드웨이 42번가>) - 인기스타상 : 홍광호, 바다 - 베스트외국뮤지컬상 : 드림걸즈 (오디뮤지컬컴퍼니, CJ엔터테인먼트, 샤롯데씨어터) - 프로듀서상 : 신춘수 (오디뮤지컬컴퍼니 대표) |

### 2010년 제16회
| - 최우수작품상 : 영웅 (에이콤인터내셔널) - 베스트외국뮤지컬상 : 빌리 엘리어트 (매지스텔라) - 남우주연상 : 정성화 (영웅) - 여우주연상 : 최정원 (키스미, 케이트) - 남우조연상 : 최민철 (몬테크리스토) - 여우조연상 : 정영주 (빌리 엘리어트) - 남우신인상 : 김준수(모차르트), 김세용/ 이지명/ 임선우/ 정진호 (빌리 엘리어트) - 여우신인상 : 차지연 (서편제) - 앙상블상 : 키스미, 케이트(신시컴퍼니) - 연출상 : 윤호진 (영웅) - 작곡상 : 김동성 (남한산성) - 음악상 : 피터 케이시 (영웅) - 극본상 : 한아름 (영웅) - 안무상 : 서병구 (올댓재즈) - 무대미술상 : 박동우 (영웅) - 기술상 : 김유선 (모차르트) - 인기스타상 : 김준수, 정선아 - 특별상 : 성남아트센터 |

### 2011년 제17회
제 17회 한국 뮤지컬 대상 시상식은 2011년 11월 14일 월요일 저녁 5시 20분, 서울 올림픽공원 내 올림픽홀에서 이현우와 SBS 유혜영 아나운서 사회로 개최되었다.
| 부문                 | 수상자        | 출연작                             |
| -------------------- | ------------- | ---------------------------------- |
| 최우수 작품상        | 셜록홈즈      |                                    |
| 베스트 외국 뮤지컬상 | 스팸어랏      |                                    |
| 남자 주연상          | 김우형        | 아이다                             |
| 여자 주연상          | 조정은        | 피맛골 연가                        |
| 남자 조연상          | 이건명        | 잭더리퍼                           |
| 여자 조연상          | 구원영        | 광화문 연가                        |
| 남자 신인상          | 박은태        | 피맛골 연가                        |
| 여자 신인상          | 송상은        | 스프링 어웨이크닝                  |
| 앙상블상             |               | 아가씨와 건달들                    |
| 인기 스타상          | 윤공주 김준수 | 천국의 눈물 모차르트 · 천국의 눈물 |
| 음악상               | 엄기영        | 투란도                             |
| 작곡상               | 최종윤        | 셜록홈즈                           |
| 극본상               | 노우성        | 셜록홈즈                           |
| 연출상               | 김효경        | 투란도                             |
| 무대·미술상          | 여신동        | 모비딕                             |
| 기술상               | 권도경        | 잭더리퍼                           |
| 안무상               | 오재익        | 늑대의 유혹                        |

### 2012년 제18회
제18회 한국 뮤지컬 대상 시상식은 2012년 10월 29일 월요일 저녁 5시 20분, 서울 올림픽공원 내 올림픽홀에서 개최되었다.
| 부문                    | 수상자        | 출연작               |
| ----------------------- | ------------- | -------------------- |
| 베스트 창작 뮤지컬상    |               | 왕세자 실종사건      |
| 베스트 외국 뮤지컬상    |               | 라카지               |
| 남자 주연상 여자 주연상 | 김준수 옥주현 | 엘리자벳             |
| 남자 조연상             | 김호영        | 라카지               |
| 여자 조연상             | 오소연        | 넥스트 투 노멀       |
| 남자 신인상             | 카이          | 두 도시 이야기       |
| 여자 신인상             | 아이비        | 시카고               |
| 앙상블상                |               | 라카지               |
| 인기 스타상             | 김준수 김선영 |                      |
| 음악상                  | 윌 에러슨     | 번지점프를 하다 작곡 |
| 극본상                  | 오미영        | 식구를 찾아서        |
| 연출상                  | 서재형        | 왕세자 실종사건      |
| 무대·기술상             | 민경수        | 두 도시 이야기 조명  |
| 안무상                  | 서병구        | 라카지               |

### 2013년 제19회
제19회 한국 뮤지컬 대상 시상식은 2013년 10월 7일 월요일 저녁 5시 20분, 서울 동대문구 회기동 경희대학교 평화의전당에서 개최되었다.
| 부문                 | 수상자                      | 출연작              |
| -------------------- | --------------------------- | ------------------- |
| 베스트 창작 뮤지컬상 |                             | 그날들              |
| 베스트 외국 뮤지컬상 |                             | 레미제라블          |
| 남자 주연상          | 정성화                      | 레미제라블          |
| 여자 주연상          | 정선아                      | 아이다              |
| 남자 조연상          | 이지훈                      | 엘리자벳            |
| 여자 조연상          | 박준면                      | 레미제라블          |
| 남자 신인상          | 전동석                      | 해를 품은 달        |
| 여자 신인상          | 박지연                      | 레미제라블          |
| 앙상블상             |                             | 브로드웨이 42번가   |
| 인기 스타상          | 조승우 김준수 김소현 옥주현 |                     |
| 음악상               | 원미솔                      | 해를 품은 달        |
| 극본상               | 한정석                      | 여신 님이 보고 계셔 |
| 연출상               | 장유정                      | 그날들              |
| 무대·기술상          | 강국현                      | 벽을 뚫는 남자      |
| 안무상               | 오재익 정도영               | 그날들              |